# Wilhelm Preus Sommerfeldt
Wilhelm Preus Sommerfeldt, född 7 november 1881 i Kristiania, död där 17 februari 1957, var en norsk biblioteksman och bibliograf. Han var sonson till Hakon Adlersteen Sommerfeldt.

## Biografi
Sommerfeldt växte upp i Kristiania, och efter studentexamen 1902 började han som assistent vid universitetsbiblioteket där. År 1909 blev han amanuens på samma ställe, och 1926 efterträdde han Hjalmar Pettersen som chef för den norska avdelningen. Denna post innehade han fram till 1950.
Sommerfeldt hade under sitt arbete vid Universitetsbiblioteket ansvar bland annat för den årliga sammanställningen av utgivna böcker. Han etablerade Norsk tidsskriftindex 1918 och redigerade de 34 första volymerna i serien (1918 till 1951). Från 1932 gav han ut serien Norsk bibliografisk bibliotek, som under hans livstid kom ut med 19 band.
Sommerfeldt utnämndes 1951 till riddare av 1:a klassen i Sankt Olavsorden. Han var också medlem av den norska vetenskapsakademien.